# Elektro-Ł 1
Elektro-Ł 1 – rosyjski geostacjonarny (pozycja 76°E) satelita meteorologiczny, pierwszy z serii Elektro-Ł, mający zastąpić nigdy nie uruchomionego satelitę Elektro 1. Planowy czas trwania misji wynosi 10 lat.
Pierwotnie start satelity planowany był na 2008 rok. Ostatecznie Elektro-Ł 1 został wystrzelony z kosmodromu Bajkonur 20 stycznia 2011. Dodatkowym zadaniem satelity jest odbiór i przekazywanie sygnałów wzywania pomocy w ramach satelitarnego systemu ratownictwa Cospas-Sarsat. 